# Mohammed Rafie
Mohammed Rafie (Paghman, 1946) è un generale e politico afghano.

## Biografia
Fu membro del Politburo del Partito Democratico Popolare dell'Afghanistan, vice-primo ministro e ministro della difesa della Repubblica Democratica dell'Afghanistan dal 1979 al 1984 e dal 1986 al 1988.
Rafie fu anche uno dei vicepresidenti di Mohammad Najibullah sin dalle elezioni del 1988.